# Saison 7 de FBI : Portés disparus
Chronologie
Saison 6
Cet article présente les résumés des épisodes de la septième et dernière saison de la série télévisée FBI : Portés disparus (Without a Trace).

## Distribution

### Acteurs principaux
- Anthony LaPaglia (VF : Michel Dodane) : John Michael « Jack » Malone
- Marianne Jean-Baptiste (VF : Pascale Vital) : Vivian « Viv » Johnson
- Poppy Montgomery (VF : Rafaele Moutier) : Samantha « Sam » Spade
- Enrique Murciano (VF : Olivier Jankovic) : Danny Taylor, né Alvarez
- Eric Close (VF : Guillaume Lebon) : Martin Fitzgerald
- Roselyn Sanchez (VF : Laëtitia Lefebvre) : Elena Delgado

### Acteurs récurrents
- Linda Hunt (VF : Marie-Martine) : Dr Clare Bryson (épisode 1)
- Steven Weber (VF : Cyrille Monge) : Clark Medina (épisodes 1, 2, 4 et 5)
- Adam Kaufman : Brian Donovan
- Bill Smitrovich : Alexander Olczyk (épisode 6)
- Vanessa Marano : Hanna Malone (épisodes 15, 17, 23 et 24)
- Vanessa Marcil : Kim Marcus (épisodes 17, 18 et 20)
- Adriana DeMeo (en) : Lucy

## Épisodes

### Épisode 1:Un deuil impossible
- Steven Weber (Clark Medina)
- David Barlow (Hugh Malin)
- Kari Coleman (Julia Mitchell)
- Linda Hunt (Clare Bryson)
- Darcy Martin (Alice Cohen)
- Kevin Rahm (Ryan Mitchell)
- Nick Spano (Eli Simmons)
- James Urbaniak (Damon Lafloer)

### Épisode 2:L'Enlèvement
- États-Unis : 30 septembre 2008

- Wendy Glenn (Sara Kent)
- Michael Aronov (Brice Hunter)
- Kelly AuCoin (Nick Selat)
- Jeff Branson (Mark)
- Kale Browne (Malcolm Pope)
- Adriana Demeo (Lucy)
- Michael William Freeman (Vince)
- Jason Kaufman (Craig)
- Matt McCoy (en) (Victor Morgan)
- Brooklyn Sudano (Jackie Bell)
- Caris Vujcec (Kim Morgan)
- Steven Weber (Clark Medina)

### Épisode 3:Dernières volontés
- États-Unis : 14 octobre 2008

- Michael Bolten (Alan Reynolds adolescent)
- Michael Cavanaugh (Richard Conlon)
- Dean Collins (Corey Pickford)
- Connie Cooper (Suzanne Reynolds)
- Adrianna Demeo (Lucy)
- Paul Fitzgerald (Alan Reynolds)
- Jonathan T. Floyd (Paul Owens)
- Matt Gerald (Roger Graham)
- Akie Kotabe (Todd)
- Dylan Kussman (Patrick)
- Barry Papick (Mark Shapiro)
- Michael Rodrick (Garrett Lawter)
- John Short (Docteur Stephen Riley)
- Bob Stephenson (Sean Hall)

### Épisode 4:Vrai ou faux
- États-Unis : 21 octobre 2008

- Michael Adler (Stuart Rosenthal)
- Daphne Ashbrook (Paula Wechsler)
- Steven Weber (Clark Medina)
- Adam Chambers (Terrance Pritchard)
- Adriana Demeo (Lucy)
- Cynthia Gibb (Lisa Duncan)
- Rhea Lando (Lilah Pritchard)
- Steven R. McQueen (Will Duncan)
- John Allen Nelson (Mark Duncan)
- Glen Powell Jr (Brett Farnsworth)
- Sarah Ramos (Darby Wechsler)
- Alex Reznik (Gene Fuller)

### Épisode 5:Victimes
- États-Unis : 28 octobre 2008

- Kaila Amariah (Carla Costello)
- Kristen Ariza (Val)
- Andrew Bendewald (Patricia Ross)
- Anthony DeSantis (Richard Lamb)
- Mark Damon Espinoza (Sergent Aguilera)
- Kelli Giddish (Ariana Murphy)
- Edward Kerr (Dean Ross)
- Ian Reed Kesler (Brent Lamb)
- Lisa Pescia (Fran Costello)
- Michael Rose (Andrew Costello)
- Jeff Staron (Zack Miller)

### Épisode 6:Une vie de regrets
- États-Unis : 11 novembre 2008

- Adriana Demeo (Lucy)
- Elisabeth Harnois (Erin MacNeil)
- Jeremy Kent Jackson (Nathan York)
- Adam Kulbersh (Ted Bell)
- Melissa Marsala (Willa Conden)
- Kenneth Moskow (Luke Cullen)
- Geoffrey Owens (Jay Costas)
- Bill Smitrovich (Alexander Olczyk)
- Joshua Snyder (Larry MacNeil)

### Épisode 7:Handicap
- États-Unis : 18 novembre 2008

- John Billingsley (Barry/Harry)
- Joe D'Angerio (Tony Seagall)
- Christopher Devlin (Aaron Howe)
- Gary DeWitt Marshall (Ray Bennett)
- Mark Famiglietti (Chris Howe)
- Gavin Houston (Vince)
- Kiersten Lyons (Shirley Howe)
- Ella Rae Peck (Lisa/Kitty Kat)
- Brian Keith Russell (Jimmy)
- Warren Sweeney (Wallace Pinder)
- Chad Todhunter (Anton Becker/Bill Kowalski)
- Rodney Van Johnson (Duffy)

### Épisode 8:Loin de New York
- États-Unis : 25 novembre 2008

- Jordan Belfi (Rob Simms)
- Charles Hoyes (Charlie Simms)
- Christopher Darga (Ed Wells)
- Harrison Page (Roger Davis)
- Erin Cahill (Brook Simms)
- Josh Coxx (Spence Licardi)
- Benjamin Byron Davis (Dale Kinecki)
- Rachel Roth (Ann Simms)
- Amanda MacDonald (Ali Jackson)

### Épisode 9:Une dette à payer
- États-Unis : 2 décembre 2008

- Daniella Alonso (Dr. Erica Loza)
- David Gallagher (Jeff Ellis)
- Melinda Page Hamilton (Dr. Sally Moss)
- Camille Saviola (Camilla Russo)
- Michael Chieffo (Mr. Cooper)
- Zibby Allen (Pam Beers)
- Andy Gobienko (Dominic Mancuso)
- David Giuntoli (Seth)
- Dimitri Diatchenko (en) (Yuri Ovsenko)
- Rick Kelly (Peter Lewis)
- Justin Ross Martin (Ian Geddes)

### Épisode 10:Avis de tempête
- États-Unis : 16 décembre 2008

- John Sloan (Ben Coleman)
- Ben Savage (Kirby Morris)
- Kristina Anapau (Emma Collins)
- William R. Moses (Dale Harmon)
- Brad Beyer (Kevin Weaver)
- Jessica Wright (Leah Russell)
- David Carpenter (Harvey)
- Adriana DeMeo (Lucy)
- John Forest (Cooper Wilson)

### Épisode 11:Désiré
- États-Unis : 6 janvier 2009

- Sasha Pieterse (Daphne Stevens)
- Kathleen Wilhoite (Sherri Brinkman)
- J.C. MacKenzie (Rick Stevens)
- Maggie Wheeler (Gail Menken)
- Bonnie Root (Jenny Alden)
- Michael Wiseman (Gabriel Macklin)
- Adam Kaufman (Brian Donovan)
- Matthew Fahey (Mike Jameson)

### Épisode 12:Miracles
- États-Unis : 13 janvier 2009

- Thomas Calabro (Ken Gilroy)
- Hayley McFarland (Addy Gilroy)
- Myk Watford (John Gilroy)
- Patrick Gallagher (Tommy Nealon)
- Adam Kaufman (Brian Donovan)
- Jackie Geary (Audrey Salke)
- Jeffrey Hutchinson (Paul Shepard)
- Lara Phillips (Jill)
- Christian Barillas (Luis Ochoa)

### Épisode 13:Les Erreurs passées
- États-Unis : 27 janvier 2009

- Lisa Vidal (Détective Bianca Gonzalez)
- Kiko Ellsworth (Bernard Mills)
- Jack Maxwell (Nils Barker)
- Kenneth Choi (Agent Philip Shen)
- Scott MacDonald (Detective Wayne Stevens)
- Daniel E. Smith (Tom Russell)
- Virtic Brown (Jordan Russell)
- Darren Keefe Reiher (Mitch Donnelly)

### Épisode 14:Des femmes sans histoires
- États-Unis : 3 février 2009

- Kaela Dobkin (Julie Fisher)
- Laura Regan (Cate Connelly)
- Timothy Omundson (Adam Fisher)
- Cameron Daddo (Richard Connelly)
- Maurice Compte (Mario Castro)
- Al Sapienza (Charlie Moretti)
- Bryan Fisher (Jimmy)
- Bryan Krasner (Ron Eckert)
- Lexi Marman (Maya)

### Épisode 15:Le Caméléon
- États-Unis : 10 février 2009

- Andrew W. Walker (Jay Lester / Blake Keyes / Stephen Garcia / John Burroughs)
- Meghan Markle (Holly Shepard)
- Kristin Richardson (Chelsea Keyes)
- Rodney Eastman (Grady McBride)
- Vanessa Marano (Hanna Malone)
- Larry Cahn (Dr. Brian Rivkin)
- Steven Crowley (Chad Boswell)
- Patrick Carlyle (Tim)
- Geno Monteiro (Lt. Mark Dowden)

### Épisode 16:Contre-coup
- États-Unis : 17 février 2009

- Shelby Fenner (Kara Westfield)
- Bill Heck (Jonah Westfield)
- Alexandra Barreto (Giselle Fernandez)
- Hal Ozsan (Wyatt Brody)
- Christopher Stanley (en) (Hal Williams)
- Nick Von Esmarch (Steven O'Malley)
- Matt Levin (Tim Richardson)
- Susane Lee (Jamie)

### Épisode 17:La Jurée
- États-Unis : 17 mars 2009

- Jordan Bridges (Zack Porter)
- Alison La Placa (Mary Whitman)
- Nick E. Tarabay (Bobby Elber)
- Adam Kaufman (Brian Donovan)
- Charlie Hofheimer (Chris White)
- Vanessa Marano (Hanna Malone)
- Marc Jablon (Adam Miller)
- Larisa Oleynik (Liza Miller)
- Peter Van Norden (Arnold Jackson)

### Épisode 18:Le Bout du tunnel
- États-Unis : 31 mars 2009

- Kristoffer Polaha (Justin Morgan)
- Vincent Ventresca (David Morgan)
- Bess Meyer (Marci Simpkins)
- Adam Kaufman (Brian Donovan)
- Bahni Turpin (Shannon)
- Brian Leckner (Simon 'Butch' Jackson)
- Emily Baldoni (Monica Swall)
- Roberto 'Sanz' Sanchez (Don McPherson)
- Matt Wheeler (Walter Truitt)

### Épisode 19:Battements de cœur
- États-Unis : 7 avril 2009

- Ivana Milicevic (Lana)
- Ilia Volok (Yuri)
- Yorgo Constantine (en) (Grisha)
- Jonno Roberts (Garth Hogan)
- Lesley Fera (Cynthia)
- Chris Conner (Jake)
- Annie Abrams (Valerie)
- Sonia Maria Martin (Médecin)

### Épisode 20:Retour sur terre
- États-Unis : 14 avril 2009

- Heath Freeman (Keith Anderson)
- Kathleen Munroe (Natalia Anderson)
- Brian Klugman (Josh Haber)
- Nick Searcy (Wayne Vogel)
- Mike Farrell (Ross Anderson)
- Emma Bates (Stacy Haber)
- John Cabrera (Bill Mesler)
- Ivan Allen (Sheriff Briggs)
- Jesse D. Goins (Det. Frank Bensinger)

### Épisode 21:Labyrinthes
- États-Unis : 28 avril 2009

- Nicholle Tom (Molly Samson)
- Nicholas Lea (Raymond Walsh)
- Adam Kaufman (Brian Donovan)
- Sarah Aldrich (Elizabeth Walsh)
- Annie Burgstede (Cailyn Samson)
- Dorian Gregory (détective privé)
- Mircea Monroe (Isabella Tyler)
- Christopher T. Wood (Evan Hewell)
- Rose Abdoo (Rachel Gomez)
- David Purdham (Dr. Ken Buford)

### Épisode 22:Dévotions
- États-Unis : 5 mai 2009

- Lauren Tom (Kim Tan)
- Jessika Van (Stacey Tan)
- George Cheung (Yang Jian)
- Susan Chuang (LI Jones)
- Matt Roth (Teddy Jones)
- Jeff Roop (Mike Mason)
- Laura Stone (Rebecca Mason)
- David Huynh (Frankie Jones)
- James Harvey Ward (Patrick Gravich)
- Tyler Poelle (Darren)
- Jeremy Roberts (Dave Connor)

### Épisode 23:Inavouable
- États-Unis : 12 mai 2009

- Vanessa Marano (Hanna Malone)
- Kendall Schmidt (Shay Hanson)
- Wendy Makkena (Jubilee)
- Adam Kaufman (Brian Donovan)
- Alex Feldman (Johnny Pomransky)
- Sean Persaud (Mac)
- Peter Spellos (Vic)
- Deborah Van Valkenburgh (Margot)

### Épisode 24:Au large
- Kenneth Mitchell (Derek Wilson)
- Gattlin Griffith (Travis Feretti)
- Adam Kaufman (Brian Donovan)
- Alicia Leigh Willis (Robin Feretti)
- Nicholas Brendon (Edgar Campbell)
- Vanessa Marano (Hanna Malone)
- Michael Maize (Donny)
- Dominic Flores (Père Andrew Reese)
- Loanne Bishop (Mrs. Feretti)
- Amanda Tepe (Kelly)